# Fasli
Fasli (gr. Φάσλι) – wieś w Republice Cypryjskiej, w dystrykcie Pafos. W 2011 roku liczyła 0 mieszkańców.
Do lat 70. XX wieku wieś była zamieszkana głównie przez Turków cypryjskich, w wyniku podziału wyspy na część grecką i turecką wszyscy mieszkańcy wsi przenieśli się do Cypru Północnego.